# 村上牧人
村上 牧人（むらかみ まきと）は日本の監督、演出家。テレパック所属。

## 作品

### 監督作品
- 浅見光彦シリーズ／津和野殺人事件（2008年）
- 浅見光彦シリーズ／斎王の葬列（2009年）
- モリのアサガオ（2010年）
- 女と男の熱帯（2013年）
- 37.5℃の涙（2015年）
- 誤断（2015年）
- 社長室の冬 -巨大新聞社を獲る男-（2017年）
- 沈黙法廷（2017年）
- 執事 西園寺の名推理（2018年）
- 女王の法医学〜屍活師〜3（2023年）

### 演出作品
- 浅見光彦〜最終章〜（2009年）
- 激流 〜私を憶えていますか?〜（2013年）
- 死刑台の72時間（2013年）
- 同窓生〜人は、三度、恋をする〜（2014年）
- シンデレラデート（2014年）
- 歪んだ波紋（2019年）
- 一億円のさようなら（2020年）
- 女王の法医学〜屍活師〜（2021年）
- 女王の法医学〜屍活師〜2（2022年）
- 日本一の最低男 ※私の家族はニセモノだった（2025年）